# Жанкур
Жанку́р (фр. Jeancourt) — коммуна во Франции, находится в регионе Пикардия. Департамент коммуны — Эна. Входит в состав кантона Сен-Кантен-1. Округ коммуны — Сен-Кантен.
Код INSEE коммуны — 02390.

## Население
Население коммуны на 2010 год составляло 238 человек.
| 1962 | 1968 | 1975 | 1982 | 1990 | 1999 | 2010 |
| ---- | ---- | ---- | ---- | ---- | ---- | ---- |
| 263  | 230  | 232  | 201  | 253  | 263  | 238  |

## Экономика
В 2010 году среди 160 человек трудоспособного возраста (15—64 лет) 113 были экономически активными, 47 — неактивными (показатель активности — 70,6 %, в 1999 году было 71,2 %). Из 113 активных жителей работали 99 человек (56 мужчин и 43 женщины), безработных было 14 (8 мужчин и 6 женщин). Среди 47 неактивных 17 человек были учениками или студентами, 16 — пенсионерами, 14 были неактивными по другим причинам.